# Gianicolo

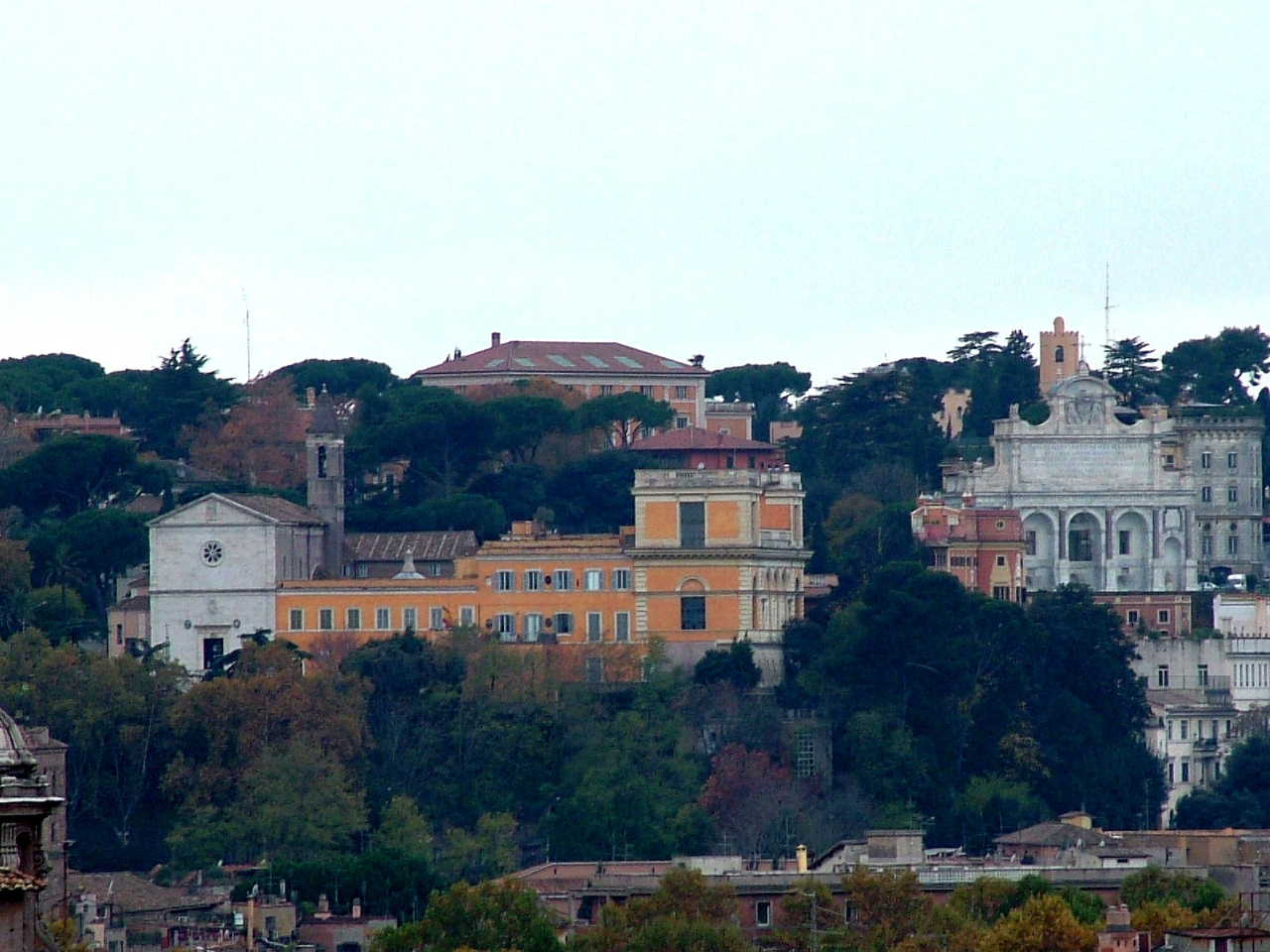
Der Gianicolo von Nordosten aus gesehen, links die weiße Fassade der Kirche San Pietro in Montorio, Mitte oben Villa Aurelia, rechts Fontana Paola

Der Gianicolo (lateinisch Ianiculum, auch Janiculum genannt) ist ein Hügel in Rom, der sich vom Stadtteil Trastevere entlang des westlichen Tiberufers bis zur Vatikanstadt erstreckt. Der nordwestliche Teil des Hügels ist im exterritorialen Besitz des Heiligen Stuhls, dort befindet sich unter anderem die Pontificia Universitas Urbaniana. Er zählt – wie der Pincio – nicht zu den sieben eigentlichen Hügeln Roms.
Das gesamte Gebiet blieb bis zur Zeit Kaiser Aurelians aus dem Pomerium, der idealen Grenze des heiligen Territoriums Roms, ausgeschlossen. Unter Aurelian wurde das Stadtgebiet erweitert und der Hügel einbezogen.
Der Name geht auf den altrömischen Gott Janus zurück, der dort der Sage nach eine Burg errichtet haben soll. Diese war in der mythischen Vorzeit bereits eine Ruine.
Der Gianicolo war für die Kontrolle und die Verteidigung der Stadt unverzichtbar, so dass als Zeichen der Sicherheit eine Fahne gehisst wurde, wenn auf dem Marsfeld Volksversammlungen stattfanden. Hier wurden zudem wichtige Persönlichkeiten bestattet, wie z. B. der König Numa Pompilius und die Dichter Quintus Ennius und Caecilius Statius.

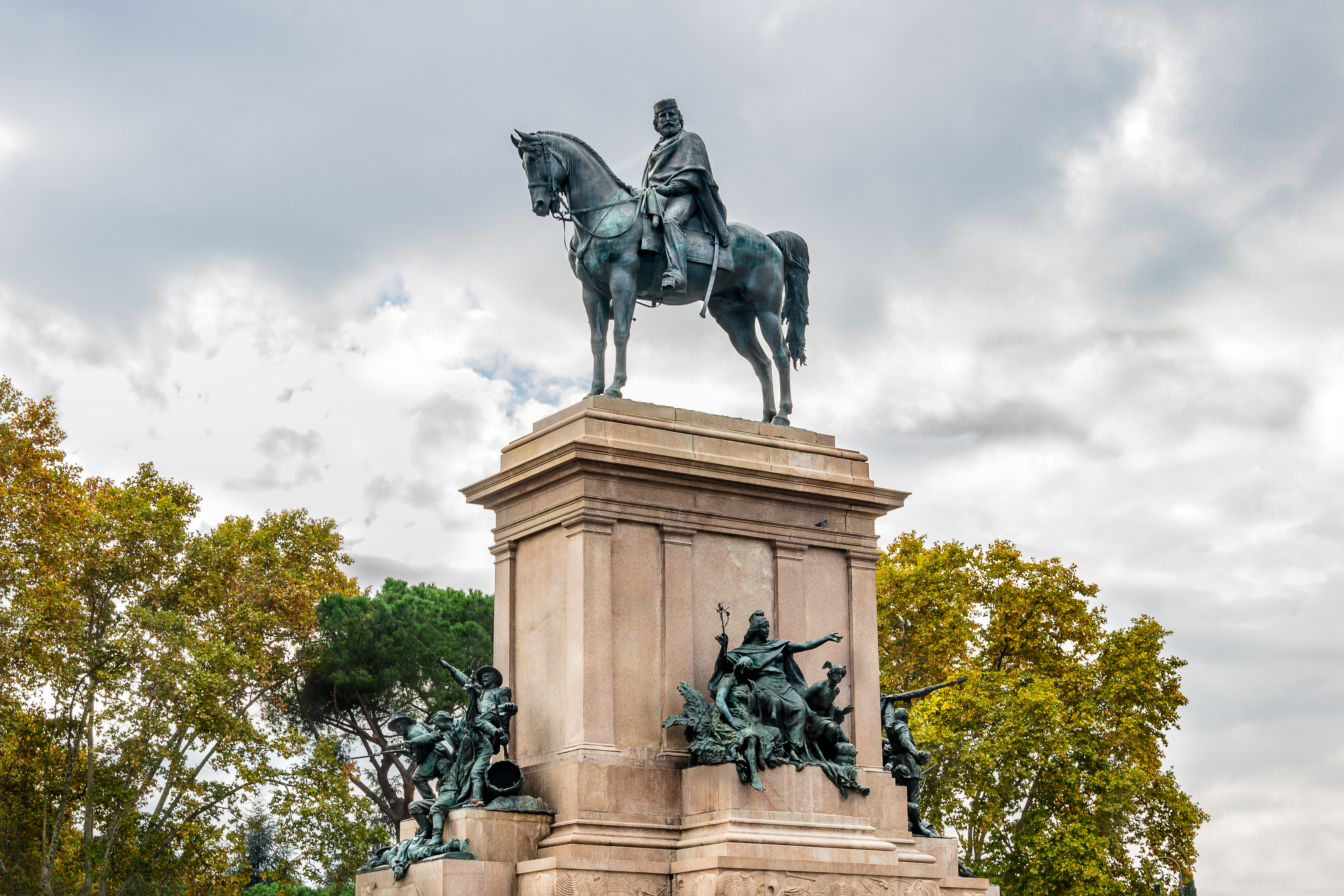
Garibaldi-Denkmal auf dem Gianicolo

Der Hügel spielte erneut eine wichtige Rolle, als die französischen Truppen, die von Papst Pius IX. gegen die neugegründete Römische Republik zu Hilfe gerufen worden waren, am 29. April 1849 einen Angriff unternahmen. Die von Giuseppe Garibaldi angeführten Freiwilligen wurden nach einem zweimonatigen harten Kampf zur Aufgabe gezwungen. Das Triumvirat von Mazzini, Armellini und Saffi, das die Geschicke der kurzlebigen Republik geleitet hatte, musste ins Exil gehen.
Im Jahr 1895 wurde ein großes Denkmal für Garibaldi auf dem höchsten Punkt des Hügels errichtet, flankiert von einer Vielzahl von Büsten weiterer Persönlichkeiten des italienischen Freiheitskampfes. Längs der Straße, die vom Gianicolo zum Vatikan führt, befindet sich zudem ein Denkmal für Garibaldis Frau Anita Garibaldi, reitend mit Pistole in der Hand und Kind auf dem Arm, die dort nach dem Willen Garibaldis bestattet worden war.
Von nach Argentinien ausgewanderten Italienern wurde 1911 der Leuchtturm Faro del Gianicolo gestiftet, der von Manfredo Manfredi erbaut wurde und abends in den Nationalfarben grün, weiß und rot über der Stadt leuchtet.
Der Palazzo Courtial ist vatikanisches Hotel.
Der Hügel hat eine Höhe von 82 m s.l.m. Im Untergrund befindet sich ein für das Jubiläumsjahr 2000 gebauter riesiger Busbahnhof, der auch eine direkte Verbindung zum Petersplatz hat.